# Heru'ur (Stargate)
Heru'ur, es un personaje ficticio de la serie de televisión estadounidense Stargate SG-1, 
interpretado por la actor Canadiense Douglas H. Arthurs.
Heru'ur era el hijo de Ra y Hathor. Al igual que su padre, que estaba protegido por los guardias de Horus. 
Era un muy militarista y Señor del Sistema, temido incluso entre los Goa'uld. 
A diferencia de otros Señores del Sistema, Heru'ur llevó personalmente a sus tropas a la batalla, luchando en el frente junto a ellos.
Tras la muerte de su padre, él tomó el control de la mayor parte de su imperio, y se convirtió en uno de los dominantes Señores del Sistema. 
Los Tau'ri primero lo encontraron cuando intentó conquistar Cimmeria. El SG-1 fue capaz de ponerse en contacto con Thor, quien derrotó a sus fuerzas; 
Sin embargo, el propio Heru'ur fue capaz de escapar a través del Stargate.
Durante mucho tiempo, Heru'ur era un rival de Apophis. Cuando se enteró de que Apophis y 
Amaunet habían engendrado un Harcesis un niño, Heru'ur intentó tomar al niño. Sin embargo, Teal'c y el Dr. Daniel Jackson pudieron 
engañarlo haciéndole creer que Apophis tenía el niño, mientras que la manipulación de Apophis y Amaunet 
le hicieron pensar q Heru'ur había robado al niño. Heru'ur casi mató a Daniel Jackson, pero se vio obligado a retirarse cuando el coronel Jack O'Neill 
dañó su dispositivo de mano lanzando un cuchillo a través de él (y la mano de Heru'ur).
- Datos: Q18644230